# Stadionul Varteks
Stadionul Varteks cunoscut și sub numele de Stadionul NK Varteks, este o arenă de fotbal în orașul croat Varaždin, nu departe de fabrica de textile Varteks. A fost construit în 1931 și are o capacitate de 10.800 locuri. În timpul directoratului lui Herjavec, clubul din Varaždin a obținut cea mai mare performanță a sa: accederea în faza sferturilor de finală a Cupei Cupelor în 1999.

## Meciuri internaționale
Pe stadionul Varteks s-au desfășurat o serie de meciuri ale Croației și ale echipei naționale de fotbal U-21.